# 上腳背足蟹
上腳背足蟹（学名：Notopus dorsipes）为蛙蟹科背足蟹屬下的一个种。